# Посадский (сеть магазинов)

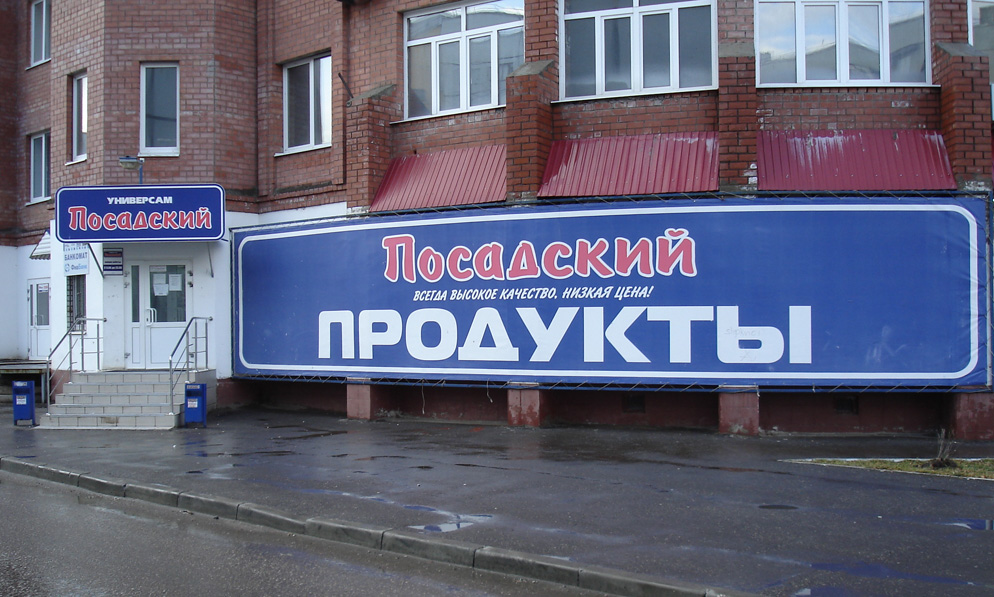
Магазин в Тольятти

Посадский — торговая региональная сеть продовольственных магазинов Самарской области. Штаб-квартира в Тольятти, существовавшая 1994—2015 годах.

## История
- 1994 год — открытие сети торговых павильонов в г. Тольятти.
- 1995 год — зарегистрировано Общество с ограниченной ответственностью «ШЭД»[1], которому принадлежит сеть «Посадский».
- 1996 год — организована система оптовых продаж продуктов питания на территории Самарской области.
- 1997−2000 годы — открыты восемь розничных магазинов.
- 2001 год — принято решение о развитии розничной торговой сети под торговой маркой «Посадский».
- 2015 год — ликвидация предприятия.

## Деятельность
На ноябрь 2008 года сеть «Посадский» включала 90 магазинов на территории Самарской области. Компания имела собственный производственно-складской комплекс площадью 27 000 м². Примечательной чертой магазинов этой сети стало округление суммы покупки в чеке с кратностью 50 копеек в меньшую сторону, что было весьма удобно для покупателей.
Активное развитие в Тольятти региональных сетей магазинов формата «у дома», к которой относилась сеть «Посадский», привело к вытеснению из города федеральных ретейлеров, что произошло в течение 2007—2008 годов с сетями «Патэрсон» и «Вестер».
Однако наступивший в 2009 году экономический кризис привёл к тому, что даже существующие торговые сети «у дома» в Тольятти были вынуждены сокращать свои торговые площади, что и произошло с супермаркетаими «Посадский». При этом их количество в регионе сохранилось и к 2015 году их количество достигло 90 магазинов.
В 2015 году по решению арбитражного суда, «Посадский» был признан банкротом, площади перешли торговым сетям «Пеликан» и Магнит.